# Išme-Dagan I.
Išme-Dagan I. (Ischme-Dagan, Isme-Dagan), von 1778 bis 1744 v. Chr. (mittlere Chronologie) bzw. 1714 bis 1680 v. Chr. (kurze Chronologie) war der 40. assyrische König.
Er war der Sohn von Šamši-Adad I. Der Regierungssitz von Išme-Dagan I. war Ekallatum, in der Nähe von Aššur. Er regierte vierzig Jahre, Landsberger (1954) rechnet aber sechs Jahre ein, in denen er Vizekönig seines Vaters in Ekallatum war. Auch Reade hält es für möglich, dass seine Regierungszeit teilweise mit der seines Vaters Šamši-Adad überlappte. Nach den Mari-Briefen wurde er im neunten Regierungsjahr von Zimri-Lim durch eine elamitische Invasion aus Ekallatum vertrieben und floh an den Hof von Hammurabi nach Babylon, wo er schwer erkrankte. Sein Tod fällt vermutlich in das 31. Regierungsjahr von Hammurabi.
Sein Nachfolger wurde nach der Königsliste, Aššur-dugul. Eine Kopie der Liste, VAT 9812, nennt seinen Sohn Mut-Aškur und Re-mu-[x] als seine Nachfolger, die beide nicht in den anderen Listen auftauchen. Landsberger nimmt sogar noch einen dritten König nach Re-mu-[x] an, dessen Name nicht erhalten ist. Urkunden aus Mari bestätigen vielleicht die Regierung von Mut-Aškur.